# Patecatl
Patecatl (nah. "pan medycyny", "ten, z krainy roślin leczniczych") – w wierzeniach Azteków bóg medycyny i płodności. Uważany był za odkrywcę peyotlu i pana rośliny pulque, z której wyrabiano oszałamiający napój. Małżonką Patecatla była Mayahuel, z którą miał syna Centzon Totochtin. Patron kalendarzowy 12 dnia (Malinalli) miesiąca.